# Губернаторство Транснистрия
Губерна́торство Трансни́стрия (губерния Транснистрия; рум. Guvernământul Transnistriei) — административно-территориальная единица, образованная румынскими властями на территории части оккупированных Винницкой, Одесской, Николаевской областей Украинской ССР и левобережной части Молдавской ССР, во время Второй мировой войны.
Столица губернаторства — Одесса. Губернатор — профессор Георге Алексяну. Губернаторство образовано 19 августа 1941 года в соответствии с Декретом № 1 «Об установлении румынской гражданской администрации на территории между Днестром и Бугом», короля Румынии; де-факто ликвидировано советскими войсками 20 марта 1944 года в ходе Днепровско-Карпатской стратегической наступательной операции. Для руководства и координации действий оккупационной администрации при кабинете министров был создан специальный орган — Военно-гражданский кабинет для администрации Бессарабии, Буковины и Транснистрии (КББТ) во главе с генеральным секретарем румынского правительства О. Вледеску, который подчинялся Михаю Антонеску.

## История появления и географические границы
Для обеспечения верного союзника в войне против СССР и ресурса для поставки нефти для Восточного фронта, Третий Рейх передавал часть оккупированной территории УССР под военно-административный контроль Румынии. На основании этого договора правивший в Румынии в 1940—1944 гг. Ион Антонеску издал 19 августа 1941 года Декрет № 1 об установлении румынской гражданской администрации на территории между Днестром и Бугом, создав таким образом Транснистрию с резиденцией управления в городе Тирасполь (17 октября 1941 года, после ухода Красной армии из Одессы, столица была перенесена туда). Губернатором был назначен профессор Георге Алексяну, изначально наделённым властью только в сфере гражданского управления (то есть представитель с предоставлением всех соответствующих полномочий); военная власть принадлежала генералу П. Думитреску (согласно Декрету И. Антонеску от 11 октября 1943 Г. Алексяну — губернатор Транснистрии с полными и неограниченными правами).
Заключительная его передача состоялась после подписания 30 августа 1941 года в Тигине (Бендеры) немецко-румынского «Договора об обеспечении безопасности администрации и экономической эксплуатации территорий между Днестром и Бугом и Бугом и Днепром».
Согласно этому договору территория между Южным Бугом и Днестром, включающая Одесскую, части Винницкой (южные), Николаевской (западные) областей Украины и левобережную (восточную) часть Молдавии, переходила под юрисдикцию и управление Румынии.
Граница Транснистрии проходила на юге по побережью Чёрного моря между устьями рек Днестр и Южный Буг, на западе — по реке Днестр от устья до впадения в Днестр левого притока речки Лядова, на востоке — по реке Южный Буг от устья до впадения в Южный Буг правого притока речки Ров, на севере — по речкам Лядова и Ров до их истоков в Барском районе Винницкой области.

## Административное деление

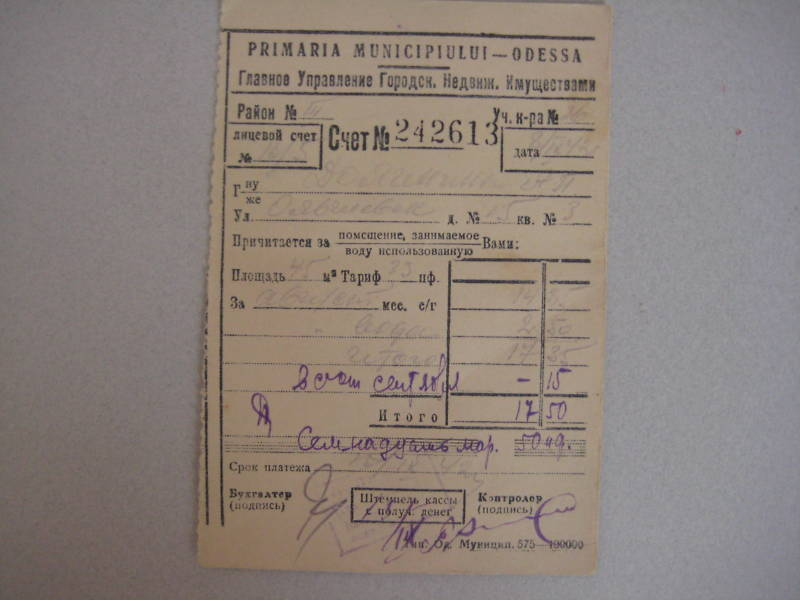
Квитанция об уплате коммунальных платежей, выданная в Одессе во времена Губернаторства Транснистрия

Оборотная сторона фронтовых документов, выданных в г. Одессе в 1944 г. Для экономии бумаги документы иногда писались на официальных бланках Транснистрии. Это бланк документа на получение финансовых средств для репатриантов из Румынии, переселяемых на Украину

Подробная карта административно-территориального деления Губернаторства Транснистрия

Транснистрия была разделена на 13 уездов (жудецев) (низшими территориальными единицами в составе уездов были волости (волостные претуры, пласы) и сельские общины (коммуны)):
- Могилёвский
  - город Могилёв
  - город Жмеринка
  - район Балки (Балки)
  - район Копайгород
  - район Красное (Красное)
  - район Ярышев
  - район Шаргород
  - район Жмеринка
  - район Станиславчик (Станиславчик)
- Джугастру
  - город Ямполь
  - район Черновцы (Черневцы)
  - район Крыжополь
  - район Ямполь
  - район Томашполь
- Тульчинский
  - город Тульчин
  - район Брацлав
  - район Шпиков
  - район Тростянец
  - район Тульчин
- Рыбницкий
  - город Бырзула
  - город Рыбница
  - район Бырзула
  - район Каменка
  - район Кодыма
  - район Песчанка
  - район Рыбница
- Балтский
  - город Балта
  - город Бершадь
  - район Балта
  - район Бершадь
  - район Чечельник
  - район Ободовка
  - район Ольгополь
  - район Песчана (Песчаная)
  - район Саврань
- Дубоссарский
  - город Дубоссары
  - город Григориополь
  - район Чёрна (Чёрная)
  - район Дубоссары
  - район Григориополь
  - район Окны
  - район Захарьевка
- Ананиевский
  - город Ананьев
  - район Ананьев
  - район Черново (Андреево-Ивановка)
  - район Петроверовка
  - район Свято-Троицка (Свято-Троицкое)
  - район Ширяево
  - район Валя-Гоцулуй (Валегоцулово)
- Голтский
  - город Голта
  - район Кривое Озеро
  - район Доманёвка
  - район Голта (правобережная часть Первомайского района)
  - район Любашовка
  - район Врадиевка
- Тираспольский
  - муниципий Тирасполь
  - район Гросулово
  - район Раздельная
  - район Зельц
  - район Слободзея
  - район Цебриково
  - район Тирасполь
- Овидиопольский
  - город Овидиополь
  - район Беляевка
  - район Францфельд
  - район Овидиополь
  - район Выгода
- Одесский
  - муниципий Одесса
  - район Антоново-Кодинцево
  - район Благоево
  - район Яновка
  - район Одесса
- Березовский
  - город Берёзовка
  - район Берёзовка
  - район Ландау
  - район Мостовой (Мостовое)
  - район Веселиново
- Очаковский
  - город Очаков
  - район Красна (Красное)
  - район Очаков
  - район Варваровка (Варваровка)

## Экономическая и социальная политика администрации

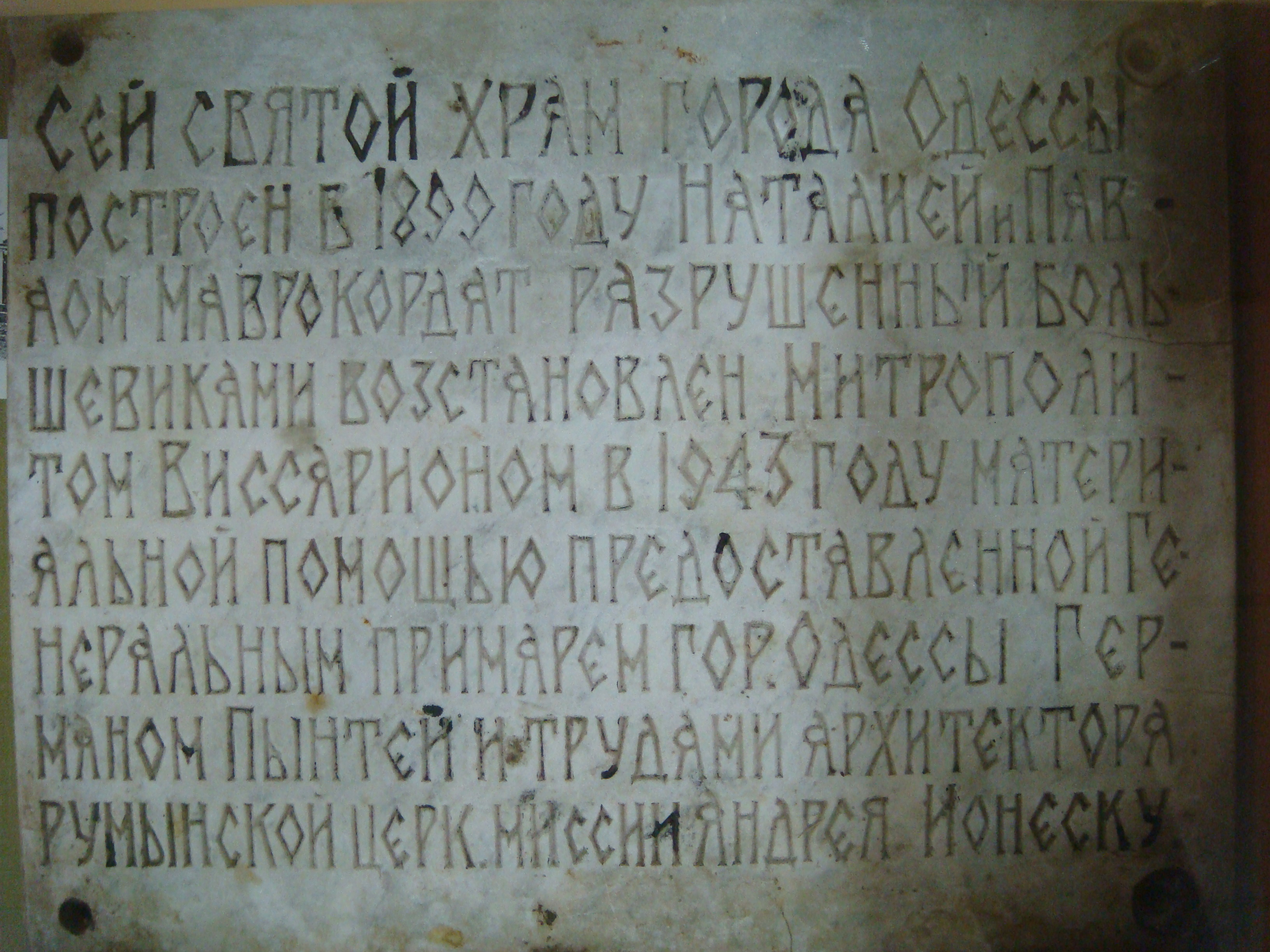
Мемориальная доска в память о восстановлении разрушенной в 1930-х годах церкви. Экспонат музея «Христианская Одесса»

Минимальное продовольственное обеспечение имели только те, кто был нужен оккупационной администрации и получали хлебные талоны.
Официально хлеб стоил 12 пфеннигов за 1 кг, но его цена на свободном рынке достигала 3 марок.

## Преступления против человечествав Транснистрии
В самой Одессе уже на следующий день после её занятия румынами, 17 октября, были расстреляны около 3-4 тысяч мужчин, главным образом евреев. 22 октября была взорвана румынская комендатура — 79 убитых, 43 раненых и 13 пропавших без вести, из которых 128 румын и 7 немцев, включая погибшего румынского коменданта города генерала Иона Глогожану. На следующее утро по приказу маршала Йона Антонеску были расстреляны и повешены за каждого убитого офицера — 200, за каждого солдата — 100 заложников. Всего по этому приказу было убито 25 тысяч жителей Одессы. Тогда же в артиллерийских складах за городом были расстреляны пленные красноармейцы, коммунисты, комсомольцы и советские руководители, в том числе около 19 тысяч евреев, а их тела сожжены, а ещё 5 тысяч евреев — согнаны в тюрьму и 24 октября уведены на заставу Дальник, где помещены в бараки и сожжены. Немецкое гестапо уничтожило ещё 1 тысячу евреев, а 15 ноября при последнем расстреле в Одессе было убито ещё 1 тысяча евреев. Итого, менее чем за месяц было уничтожено около 35 тысяч евреев.
С 21 декабря 1941 года по 15 февраля 1942 года было расстреляно 44 тысячи евреев, согнанных из Одессы и Одесской области в село Богдановка (сейчас это Николаевская область).
Осенью 1941 года и зимой 1941—1942 годов в Транснистрию было депортировано около 150 тысяч евреев из румынских губернаторств Бессарабии и Северной Буковины, почти все из них погибли. В Транснистрии погибли две трети евреев, присланных туда из Румынии в 1941—1942 годах.
В октябре 1941 года румыны организовали концентрационный лагерь в посёлке Вапнярка Винницкой области. В том же месяце в него привезли тысячу евреев, преимущественно из Одессы. Около 200 погибло от эпидемии тифа; остальные были выведены из лагеря двумя партиями, под охраной солдат румынской жандармерии, и были расстреляны.
Начиная с ноября 1941 года евреев из близлежащих районов, в том числе Тульчина, Брацлава, Шпикова, Тостенца, а позже и из более отдаленных районов, таких как Могилёв-Подольский, свозили в Печерский лагерь. Также туда отправляли румынских евреев из Бессарабии и Буковины.
Всего в Транснистрии погибло 200 тысяч советских и румынских евреев.
Гетто Транснистрии имели четкую структуру управления во главе с «президентом общины». В них существовали хорошо развитые социальные службы и кустарное производство. С начала 1942 года узники гетто Транснистрии, депортированные из Бессарабии и Буковины, стали получать регулярную финансовую и продовольственную помощь еврейской общины Румынии, а с 1943 года — и международных еврейских организаций. Это было одной из главных особенностей этих гетто, что помогло спастись многим узникам. Именно в Транснистрии уцелело около 70 % всех выживших в оккупации советских евреев.
В отношении славянского населения румынские власти установили жестокий режим, где основным наказанием была смертная казнь.

## Ликвидация Транснистрии
Во время Уманско-Ботошанской операции советские войска перешли через реку Южный Буг 11 марта, и ещё через двадцать дней «Транснистрия» исчезла. К концу марта 1944 года к востоку от реки Днестр уже не было войск Оси, кроме Одессы.
Между тем, смена губернатора Алексяну произошла 1 февраля 1944 года, когда военным губернатором стал генерал-лейтенант Потопяну (бывший министр экономики Румынии).
В январе 1944 г. Транснистрия была переименована в «территорию (или Военное правительство) между Днестром и Бугом», гражданская администрация была заменена военной, а территория поделена на Северный регион (г. Рыбница) и Южный (г. Одесса).